# فرودگاه استونی پلین (لیچتنر فارمز)
فرودگاه استونی پلین (لیچتنر فارمز) (به انگلیسی: Stony Plain (Lichtner Farms) Airport) یک فرودگاه خصوصی است که یک باند فرود رس دارد و طول باند آن ۷۱۵ متر است. این فرودگاه در کشور کانادا قرار دارد و در ارتفاع ۷۳۶ متری از سطح دریا واقع شده است.